# استاوروپولوفکا (شهرستان یای‌ایل)
استاوروپولوفکا (به لاتین: Stavropolovka) یک عوارض جغرافیایی در قرقیزستان است که در شهرستان یای‌ایل واقع شده‌است. استاوروپولوفکا ۱٬۰۰۶ نفر جمعیت دارد و ۶۱۵ متر بالاتر از سطح دریا واقع شده‌است.